# Vereinssynagoge Stumpergasse

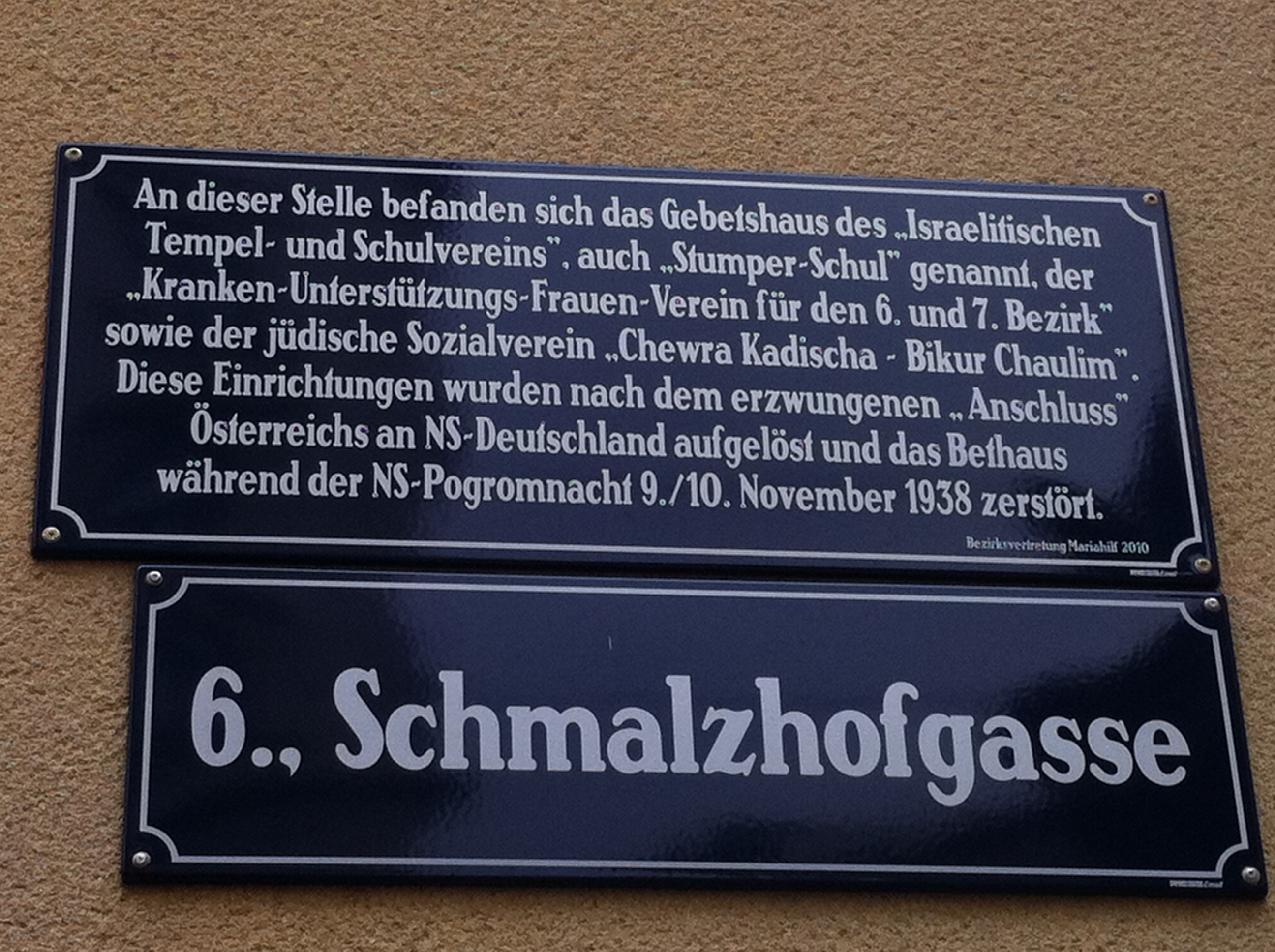
Gedenktafel für die Vereinssynagoge Stumpergasse, angebracht am heute dort befindlichen Gemeindebau an der Ecke mit der Schmalzhofgasse

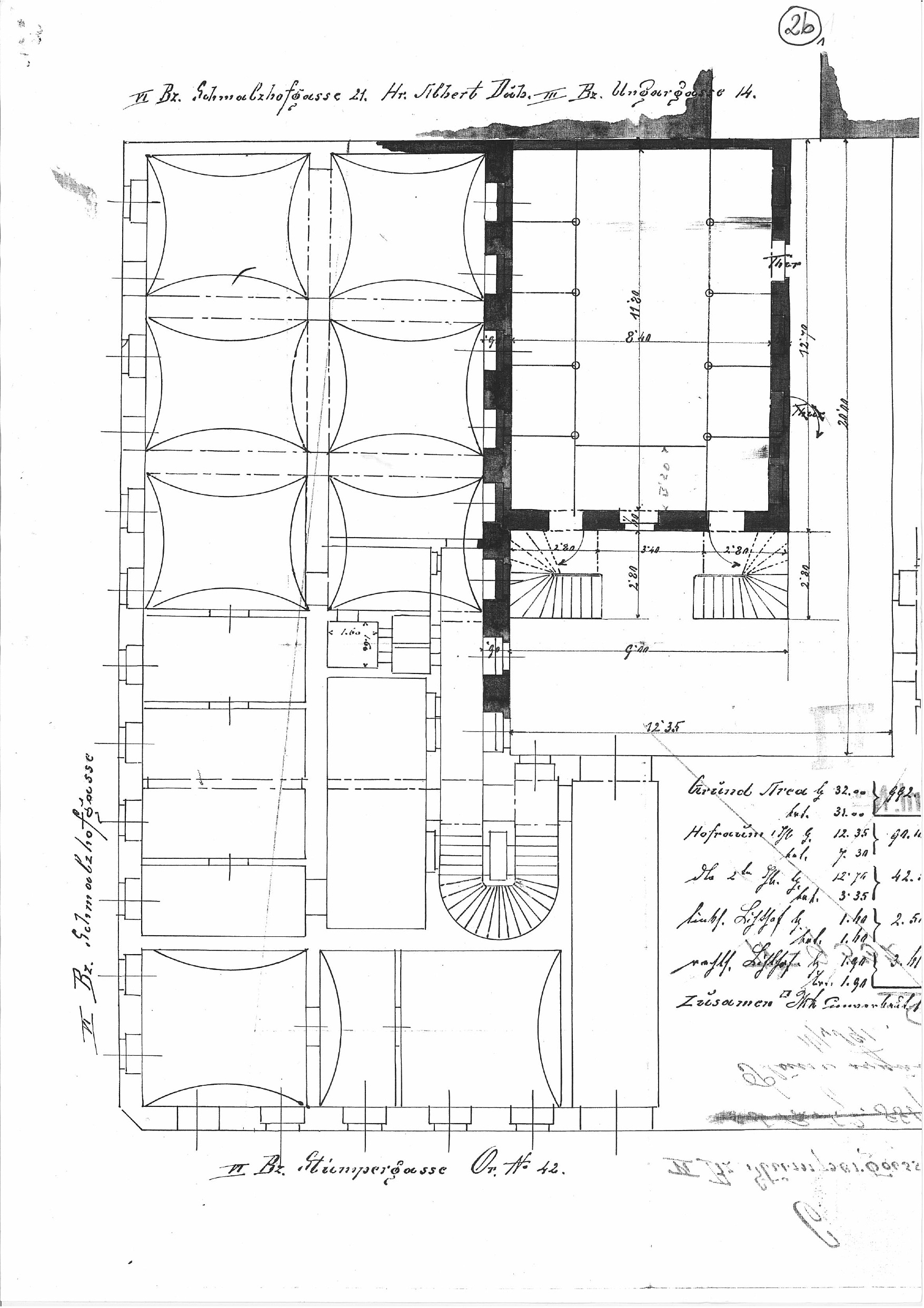
Grundrissplan ehemalige Synagoge in der Stumpergasse 42

Die Vereinssynagoge Stumpergasse war eine Synagoge im Wiener Gemeindebezirk Mariahilf.

## Geschichte
Der "Israelitische Tempel- und Schulverein" erbaute im Jahre 1894 im Hinterhof der Stumpergasse 42 im 6. Wiener Gemeindebezirk die Vereinssynagoge Stumpergasse ("Stumper-Schul") mit fast 200 Sitzplätzen.
Im Jahre 1938 wurde die Synagoge verwüstet und nicht mehr instand gesetzt. Das angrenzende Wohnhaus wurde 1973 abgebrochen; im Haus befanden sich unter anderem der Krankenunterstützungs-Frauen-Verein für den 6. und 7. Bezirk, ebenso der Chewra Kadischa – Bikur Chaulim und ein Jüdischer Sozialverein. In den Jahren 1976 bis 1978 errichtete die Gemeinde Wien an der Stelle der früheren Synagoge ein Wohnhaus, an dem im Jahr 2010 eine Gedenktafel angebracht wurde, die an die Synagoge erinnert.
In der Zusammenstellung „Jüdische Andachtsstätten in Wien vor dem Jahre 1938“ wird in Mariahilf auch ein Bethaus in der Millergasse 43 unter dem Namen „Ahawath Achim“ (Brüderliche Liebe) erwähnt.